# Cryptocarya aureosericea
Cryptocarya aureosericea är en lagerväxtart som beskrevs av André Joseph Guillaume Henri Kostermans. Cryptocarya aureosericea ingår i släktet Cryptocarya och familjen lagerväxter. Inga underarter finns listade i Catalogue of Life.